# زمین‌لرزه ۲۰۲۲ فرندیل
در روز ۲۰ دسامبر ۲۰۲۲ در ساعت ۱۰:۳۴:۲۵ ساعت هماهنگ جهانی یا ۲:۳۴ منطقه زمانی اقیانوس آرام یک زمین‌لرزه با بزرگای ۶٫۴، فرندیل در شهرستان هامبولت را به لرزه درآورد.